# Rionegro (Santander)
Rionegro es un municipio ubicado en el departamento de Santander, a 19 kilómetros al norte de Bucaramanga. El municipio fue fundado el 5 de mayo de 1805 con el nombre de Santa Bárbara de Rionegro. Tiene una población de 27.114 habitantes.

## División Político-Administrativa
Además de su Cabecera municipal. Rionegro tiene bajo su jurisdicción siguientes los centros poblados, distribuidos en dos zonas geográficas:
|               | Centros poblados                                                              |
| ------------- | ----------------------------------------------------------------------------- |
| Alto Rionegro | - Cuesta Rica - El Bambú - La Ceiba - Llano de Palmas - Misiguay              |
| Bajo Rionegro | - Papayal - San José de los Chorros - San Rafael de Lebrija - Veinte de Julio |

## Sitios de interés
Allí se celebra una de las festividades más importantes del departamento: El «Festival del Río», que se realiza en el balneario público de «Puerto Amor», se lleva a cabo todos los meses de enero pasadas las fiestas decembrinas o de fin de año, destacándose el concurso de Chica Tanga y las verbenas musicales; es además el sitio favorito por la gente de este municipio y del Área metropolitana de Bucaramanga para los populares Paseos de Olla, que incluyen la preparación de alimentos en las laderas del río como asados y sancochos (especie de sopa preparada con variedad de carnes y hortalizas). Otros lugares importantes del municipio son: El «Estadio La Libertad», para la práctica del fútbol; el «Parque Principal», en cuyo centro existe una escultura hecha en chatarra de un caficultor y el «Parque Ecológico El Portal», ubicado en la Vereda Portachuelo por la Ruta Nacional 45A, con senderos, pozos para baño, piscina con agua de río, restaurante, discoteca, bar y servicio de alquiler de caballos.
En 2021 fue inaugurado el «Parque del Aguacate», parque temático y familiar donde se puede degustar gran variedad de platos hechos con esta fruta, de la cual Rionegro es un importante productor. Aunque Puerto Amor es el balneario más grande del municipio, existen un grupo de pequeños balnearios y/o paradores turísticos, públicos y privados, ubicados fuera del casco urbano, que también son apropiados para el esparcimiento y la recreación.

## Economía
La economía del municipio se concentra básicamente en el sector agrícola con su producción de café, motivo por el cual es conocido Rionegro como la Capital Cafetera de Santander. También se destaca su producción de aguacate y cacao, de esta última incluso hay una sede de la Federación Nacional de Cacaoteros (Fedecacao). Dentro de las grandes industrias se destaca una planta de sacrificio de aves, propiedad de la empresa Campollo S.A. en la Vereda Portachuelo, por la vía a El Playón. El sector comercio es activo dentro del municipio con almacenes de víveres y abarrotes, entre otros productos.

## Transporte
En el Parque Principal se ofrecen servicios de mototaxis a las zonas veredales. Desde Bucaramanga se cuenta con una ruta de bus de la empresa Lusitania, la cual parte cada 15 minutos desde el sector de la Avenida Quebrada Seca con Carrera 18 hasta el Parque Principal de Rionegro y viceversa.